# Giordano Bruno (cràter)

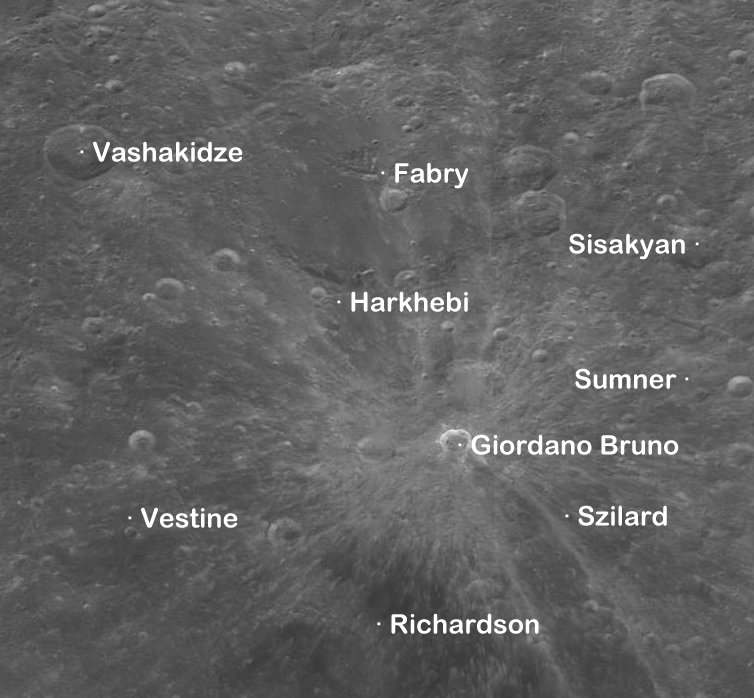
Localització del cràter Giordano Bruno

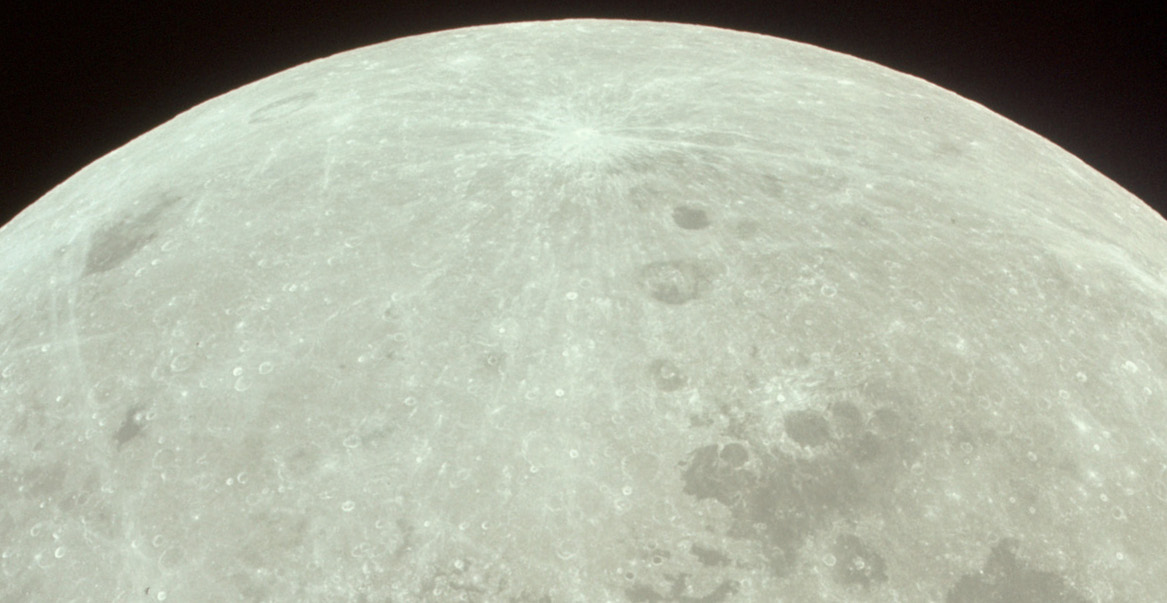
Fotografia de la missió Apol·lo 11

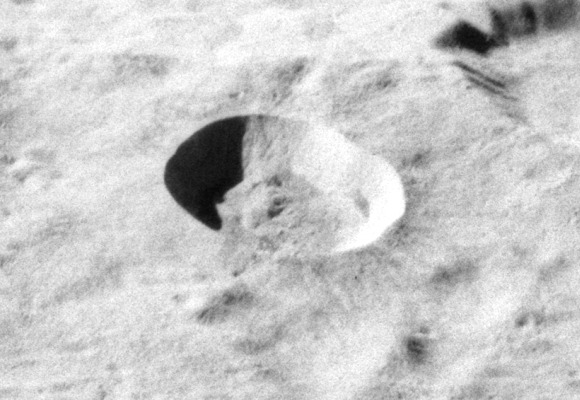
Fotografia de la missió Apol·lo 16

Giordano Bruno és un cràter d'impacte situat en la cara oculta de la Lluna, just més enllà de l'extremitat nord-est, en una zona que pot ser observada des de la Terra durant les libracions favorables, encara que apareix molt oblic, i per tant, sense gaire detall. Es troba entre els cràters Harkhebi al nord-oest i Szilard al sud-est.
Quan es divisa des de naus en òrbita, Giordano Bruno apareix al centre d'un sistema de marques radials d'ejecció simètric, que té una albedo més alta que la superfície circumdant. El material dels rajos s'estén per més de 150 quilòmetres, i no s'ha enfosquit significativament per l'erosió espacial. Alguns dels materials expulsats semblen estendre's fins al cràter Boss, més de 300 km al nord-oest. La vora exterior del cràter és especialment brillant en comparació del seu entorn. Sens dubte es tracta d'una formació jove geològicament parlant, que es va crear en un passat relativament recent. L'edat real és desconeguda, però s'estima que és de menys de 350 milions d'anys.
El cràter va ser nomenat en memòria del filòsof italià Giordano Bruno.

## Formació
Cinc monjos de Canterbury van informar al cronista de l'abadia, Gervase, que poc després de la posta del sol del 18 de juny de 1178 (25 de juny al calendari gregorià prolèptic) van veure "la banya superior [de la Lluna] dividit en dues". D'altra banda, Gervase va escriure:
| « | Des del punt mitjà de la divisió va emergir una torxa flamejant, que vomitaba, sobre una distància considerable, foc, brases i espurnes. Mentre tant, el cos de la Lluna, que era corcat, por dir-ho així, en la ansietat, i per a posar-ho en paraules dels qui m'informaren i veieren amb els seus propis ulls, la Lluna bategava com una serp ferida. Després sva recuperar el seu estat normal. Aquest fenòmen es va repetir una dotzena de voltes o més, la flama asumint diferents formes de torsió a l'atzar i després va regresar a la normalitat. Llavors, després d'aquestes transformacions, la Lluna de banya a banyao, al llarg de toda la seva longitud, va adquirir un aspecte negrenc. | » |

En 1976, el geòleg Jack B. Hartung va proposar la teoria que aquest relat pot descriure la formació del cràter Giordano Bruno.
Les teories modernes consideren que un (hipotètic) asteroide o cometa impactant en la Lluna podria causar que un plomall de matèria fosa s'elevés des de la superfície, la qual cosa és consistent amb la descripció dels monjos. A més, la ubicació registrada encaixa bé amb la ubicació del cràter. L'evidència addicional de la joventut de Giordano Bruno és el seu espectacular sistema de marques radials: atès que els micrometeorits cauen constantment sobre la superfície lunar, aixequen la pols suficient de forma ràpida (en termes geològics) per erosionar un sistema de rajos, per la qual cosa pot ser una hipòtesi raonable que el cràter Giordano Bruno es va formar durant el lapse d'història de la humanitat, tal vegada al juny de 1178.
No obstant això, la qüestió de l'edat del cràter no és tan simple. L'impacte que va crear el cràter de 22 km d'ample, hauria aixecat 10 milions de tones d'enderrocs, la qual cosa al seu torn hagués provocat a la Terra una tempesta de meteors similar a una tempesta de neu d'una setmana de durada. No obstant això, no hi ha notícies d'una tempesta sense precedents d'intensitat tan notable en cap registre històric conegut, incloent els arxius astronòmics europeus, xinesos i àrabs. japonès i coreà Aquesta discrepància és una important objecció a la teoria que Giordano Bruno es va formar en aquest moment.

Això planteja la qüestió de què va poder ser el que van veure els monjos. Una teoria alternativa sosté que els monjos van tenir la fortuna de ser els únics que estaven en el lloc correcte al moment adequat per veure la col·lisió d'un meteor que es va precipitar contra la Lluna. Això explicaria per què els monjos van ser les úniques persones que se sap van ser testimonis de l'esdeveniment; una alineació només seria observable des d'un punt específic de la superfície terrestre.
|  |  |  |  |

### Altres referències
- (WGPSN), IAU Working Group for Planetary System Nomenclature. «Gazetteer of Planetary Nomenclature. 1:1 Million-Scale Maps of the Moon» (en anglès).  UAI / USGS, 13-02-2013. [Consulta: 6 abril 2016].
- Andersson, L. E.; Whitaker, E. A.,. NASA Catalogue of Lunar Nomenclature (en anglès).  NASA RP-1097, 1982.
- Blue, Jennifer. «Gazetteer of Planetary Nomenclature» (en anglès).  USGS, 25-07-2007. [Consulta: 2 gener 2012].
- Bussey, B.; Spudis, P.. The Clementine Atlas of the Moon (en anglès).  Nueva York: Cambridge University Press, 2004. ISBN 0-521-81528-2.
- Cocks, Elijah E.; Cocks, Josiah C.. Who's Who on the Moon: A Biographical Dictionary of Lunar Nomenclature (en anglès).  Tudor Publishers, 1995. ISBN 0-936389-27-3.
- McDowell, Jonathan. «Lunar Nomenclature» (en anglès).   Jonathan's Space Report, 15-07-2007. [Consulta: 2 gener 2012].
- Menzel, D. H.; Minnaert, M.; Levin, B.; Dollfus, A.; Bell, B. «Report on Lunar Nomenclature by The Working Group of Commission 17 of the IAU» (en anglès). Space Science Reviews, 12, 1971, pàg. 136.
- Moore, Patrick. On the Moon (en anglès).  Sterling Publishing Co, 2001. ISBN 0-304-35469-4.
- Price, Fred W. The Moon Observer's Handbook (en anglès).  Cambridge University Press, 1988. ISBN 0521335000.
- Rükl, Antonín. Atlas of the Moon (en anglès).  Kalmbach Books, 1990. ISBN 0-913135-17-8.
- Webb, Rev. T. W.. Celestial Objects for Common Telescopes, 6ª edición revisada (en anglès).  Dover, 1962. ISBN 0-486-20917-2.
- Whitaker, Ewen A. Mapping and Naming the Moon (en anglès).  Cambridge University Press, 2003. 978-0-521-54414-6.
- Wlasuk, Peter T. Observing the Moon (en anglès).  Springer, 2000. ISBN 1-85233-193-3.